# Карлос Билики
Карлос Билики е аржентински шахматист, международен майстор. През януари 2008 г. има ЕЛО рейтинг 2365.
През 1958 г. става шампион за юноши на Аржентина. На следващата година постига най-големия си успех в спортната си кариера, като става световен шампион за юноши до 20 години. Благодарение на този успех е награден със звание международен майстор. През 1960 г. участва на турнира в Мар дел Плата, където се класира на 11-о място, а на следващата година на същия турнир заема 7-о място. През 1961 г. участва в първенството на Аржентина, където поделя 3-5-о място.